# Гуана
Гуана́ (Kaskihá, Cashquiha, Guaná) — вымирающий индейский язык, который принадлежит маскойской семье языков, на котором говорит народ с одноимённым названием в городе Риачо-Москито департамента Альто-Парагвай, на берегу Валье-Ми реки Апа округа Сан-Ласаро департамента Консепсьон в Парагвае. У гуана есть диалекты лаяна (нигекактемиги) и эчоальди (чарарана, эчоноана).